# HMGB1
HMGB1 (англ. high-mobility group protein B1), или амфотерин, — белок из группы ядерных негистоновых белков HMG. HMGB1 взаимодействует с ДНК ядра клетки. Кроме этого, HMGB1 играет роль в воспалении, являясь цитокиновым медиатором.

## Роль в воспалении
HMGB1 секретируется активированными макрофагами и моноцитами как цитокиновый медиатор.  Кроме этого, будучи ядерным белком, HMGB1 может высвобождаться при некрозе клеток и тканей. После высвобождения из клеток белок может связываться с рецептором врождённого иммунитета TLR4, что приводит к секреции цитокинов макрофагами и последующей воспалительной реакции. Из-за высокой токсичности при высвобождении из клеток при значительном повреждении тканей белок HMGB1 рассматривается как одна из возможных терапевтических мишеней при сепсисе.